# WCWマンデー・ナイトロ
『WCWマンデー・ナイトロ』 (WCW MondayNitro) は、1995年9月4日から2001年3月26日までアメリカのTNTで毎週月曜夜に放送されたプロレス番組。WCWがプロデュースした。

## 概要
WCWの現場の責任者となったエリック・ビショフが主導した番組。ライバル団体であるWWFの「Monday Night RAW」（現・RAW）と対抗するもので、番組タイトルにも同番組への対抗心が表れている。1996年の半ばにはWCW対nWoのストーリーラインで人気を博し、視聴率では「RAW」を1998年4月13日まで84週連続で上回り続け、1997年にはスポーツ番組の中で最も視聴率を稼いだ週が16週もあったほどであった。しかしWWFがアティテュード（Attitude）路線をとると形勢は逆転、1999年以降は一度も「RAW」の視聴率を上回ることはできず、2001年にWCWがWWFに買収されたことにより、当番組も終了した。

## 初期の成功
WCWマンデー・ナイトロの出現で、同じ月曜夜に放送されたWWFのマンデー・ナイト・ロウとのライバル関係は白熱し、のちにプロレスファンに「マンデー・ナイト・ウォーズ」と呼ばれるようになる。ランディ・サベージやハルク・ホーガンといったスター選手の多くがWCWと契約し、特にWWFからスコット・ホールとケビン・ナッシュを引き抜き、元WWFのホーガン（ハリウッド・ホーガンと名乗った）を含めて反WCWのヒール集団nWoを結成したことで、ナイトロの人気は安定して高いまま継続した。

## ロウの挽回
WWFのロウが「アティチュード路線」に転じていた時、ナイトロでは相も変わらず同じ筋書きで番組が進行されていた。クリス・ジェリコ、レイ・ミステリオ・ジュニア、エディ・ゲレロといった団体の若いレスラーたちがプッシュされないまま、ホーガンとナッシュを初めとしたnWoのメンバーがメインイベントで幅を利かせていた。nWoのメンバーは決して負けることはなく、脚光を浴びたい中堅レスラーが加入してチームは肥大化していった。この時期の唯一の希望が持てる新人は、ゴールドバーグとダイヤモンド・ダラス・ペイジであった。1998年7月6日、アトランタのジョージア・ドームで行なわれたゴールドバーグ対ホーガンのメインイベントの試合は、11週ぶりに視聴率でWWFに勝つことができた。
その一方でロウでは、WWFオーナーのビンス・マクマホンとストーン・コールド・スティーブ・オースチンとの抗争が人気であった。トリプルHとD-ジェネレーションX軍、マンカインド、ザ・ロックといった新しいレスラーも、メインイベント級の扱いを受けるようになった。

## 変化
ロウがコンスタントにナイトロより視聴率で勝るようになると、エリック・ビショフとWCW幹部は挽回のために一連の応急措置をほどこし、短い期間盛り返した。しかしナイトロには新しいスターを作ることができずにいた一方で、WWFは次々に新しいタレントを生み出した。この構図は1999年になるとさらにはっきりとする。WWFが元WCWの中堅選手のクリス・ジェリコと契約し、ザ・ロックとの抗争を始めると、すぐにクリス・ジェリコはスター選手となった。
1999年1月4日の放送で、ビショフは思い切った戦術をとった。1990年代前半にカクタス・ジャックとしてWCWのリングに上がっていたミック・フォーリーが、その日マンカインドとしてロウでWWF王座を勝ち取っていた。ナイトロのアナウンサーは番組内でその結果を故意にばらしたのだが、その夜の視聴率の争いは結局WWFが勝利した。
その夜のナイトロのメインイベントでは、のちに「フィンガーポーク・オブ・ドゥーム」と呼ばれることになるnWo再結成の筋書きが繰り広げられ、WCWタイトルの信頼性を大きく損なってしまった。
立て直しのために、元WWFのライターのビンス・ルッソーとエド・フェララを招聘。二人のライターは、ストーリーラインをより際立たせて、レスリング以外の部分をより長くしたが、これがさらに状況を悪化させ、WCWは崩壊を迎える事となる。

## 最終回
2001年3月23日、WCWは長年のライバル団体であったWWFによって買収され、3日後の26日にフロリダ州パナマシティビーチで開催されたナイトロが最終回となった。この日のナイトロは、前週の告知により「Night of Champions」のサブタイトルが付けられ、全王座がかけられる事になった。
番組ラストはクリーブランドで行われていたWWEロウを二元放送。しかし、突如としてビンスの息子シェイン・マクマホンがナイトロに来場。シェインが父ビンスを出し抜いてWCWのオーナーとなった事を宣言し、5年半のナイトロの幕は閉じた。